# Typhlodromus octavus
Typhlodromus octavus är en spindeldjursart som först beskrevs av Chaudhri, Akbar och Rasool 1974.  Typhlodromus octavus ingår i släktet Typhlodromus och familjen Phytoseiidae. Inga underarter finns listade i Catalogue of Life.